# Vandaag (album van Nick & Simon)
Vandaag is de opvolger van Nick & Simon uit 2006. Het bevat onder meer de hits Kijk omhoog, Pak maar m'n hand en Rosanne.

## Nummers
1. "Vandaag" (3:07)
2. "Kijk omhoog" (2:57)
3. "Rosanne" (2:39)
4. "Alles is liefde" (3:00)
5. "Pak maar m'n hand" (3:31)
6. "Omdat jij" (3:34)
7. "Nieuwe maan" (3:06)
8. "Mei" (3:11)
9. "Te jong" (3:18)
10. "Links en rechts" (3:13)
11. "Aanstaande zaterdag" (3:08)
12. "Ik blijf thuis" (2:37)
13. "Hoe lang?" (3:13)
14. "Deze avond loopt ten einde" (2:41)

## Hitnotering
| "Vandaag" in de Nederlandse Album Top 100 - binnen: 29-09-2007 | "Vandaag" in de Nederlandse Album Top 100 - binnen: 29-09-2007 | "Vandaag" in de Nederlandse Album Top 100 - binnen: 29-09-2007 | "Vandaag" in de Nederlandse Album Top 100 - binnen: 29-09-2007 | "Vandaag" in de Nederlandse Album Top 100 - binnen: 29-09-2007 | "Vandaag" in de Nederlandse Album Top 100 - binnen: 29-09-2007 | "Vandaag" in de Nederlandse Album Top 100 - binnen: 29-09-2007 | "Vandaag" in de Nederlandse Album Top 100 - binnen: 29-09-2007 | "Vandaag" in de Nederlandse Album Top 100 - binnen: 29-09-2007 | "Vandaag" in de Nederlandse Album Top 100 - binnen: 29-09-2007 | "Vandaag" in de Nederlandse Album Top 100 - binnen: 29-09-2007 | "Vandaag" in de Nederlandse Album Top 100 - binnen: 29-09-2007 | "Vandaag" in de Nederlandse Album Top 100 - binnen: 29-09-2007 | "Vandaag" in de Nederlandse Album Top 100 - binnen: 29-09-2007 | "Vandaag" in de Nederlandse Album Top 100 - binnen: 29-09-2007 | "Vandaag" in de Nederlandse Album Top 100 - binnen: 29-09-2007 | "Vandaag" in de Nederlandse Album Top 100 - binnen: 29-09-2007 | "Vandaag" in de Nederlandse Album Top 100 - binnen: 29-09-2007 | "Vandaag" in de Nederlandse Album Top 100 - binnen: 29-09-2007 | "Vandaag" in de Nederlandse Album Top 100 - binnen: 29-09-2007 | "Vandaag" in de Nederlandse Album Top 100 - binnen: 29-09-2007 | "Vandaag" in de Nederlandse Album Top 100 - binnen: 29-09-2007 | "Vandaag" in de Nederlandse Album Top 100 - binnen: 29-09-2007 | "Vandaag" in de Nederlandse Album Top 100 - binnen: 29-09-2007 | "Vandaag" in de Nederlandse Album Top 100 - binnen: 29-09-2007 | "Vandaag" in de Nederlandse Album Top 100 - binnen: 29-09-2007 | "Vandaag" in de Nederlandse Album Top 100 - binnen: 29-09-2007 | "Vandaag" in de Nederlandse Album Top 100 - binnen: 29-09-2007 |
| Week                                                           | 01                                                             | 02                                                             | 03                                                             | 04                                                             | 05                                                             | 06                                                             | 07                                                             | 08                                                             | 09                                                             | 10                                                             | 11                                                             | 12                                                             | 13                                                             | 14                                                             | 15                                                             | 16                                                             | 17                                                             | 18                                                             | 19                                                             | 20                                                             | 21                                                             | 22                                                             | 23                                                             | 24                                                             | 25                                                             | 26                                                             | 27                                                             |
| -------------------------------------------------------------- | -------------------------------------------------------------- | -------------------------------------------------------------- | -------------------------------------------------------------- | -------------------------------------------------------------- | -------------------------------------------------------------- | -------------------------------------------------------------- | -------------------------------------------------------------- | -------------------------------------------------------------- | -------------------------------------------------------------- | -------------------------------------------------------------- | -------------------------------------------------------------- | -------------------------------------------------------------- | -------------------------------------------------------------- | -------------------------------------------------------------- | -------------------------------------------------------------- | -------------------------------------------------------------- | -------------------------------------------------------------- | -------------------------------------------------------------- | -------------------------------------------------------------- | -------------------------------------------------------------- | -------------------------------------------------------------- | -------------------------------------------------------------- | -------------------------------------------------------------- | -------------------------------------------------------------- | -------------------------------------------------------------- | -------------------------------------------------------------- | -------------------------------------------------------------- |
| Nummer                                                         | 1                                                              | 4                                                              | 3                                                              | 2                                                              | 4                                                              | 7                                                              | 10                                                             | 12                                                             | 12                                                             | 8                                                              | 9                                                              | 9                                                              | 11                                                             | 10                                                             | 5                                                              | 5                                                              | 4                                                              | 5                                                              | 6                                                              | 7                                                              | 10                                                             | 12                                                             | 12                                                             | 16                                                             | 13                                                             | 15                                                             | 8                                                              |
| Week                                                           | 28                                                             | 29                                                             | 30                                                             | 31                                                             | 32                                                             | 33                                                             | 34                                                             | 35                                                             | 36                                                             | 37                                                             | 38                                                             | 39                                                             | 40                                                             | 41                                                             | 42                                                             | 43                                                             | 44                                                             | 45                                                             | 46                                                             | 47                                                             | 48                                                             | 49                                                             | 50                                                             | 51                                                             | 52                                                             | 53                                                             | 54                                                             |
| Nummer                                                         | 7                                                              | 9                                                              | 6                                                              | 8                                                              | 7                                                              | 4                                                              | 5                                                              | 4                                                              | 3                                                              | 2                                                              | 2                                                              | 3                                                              | 3                                                              | 7                                                              | 6                                                              | 6                                                              | 6                                                              | 6                                                              | 6                                                              | 7                                                              | 3                                                              | 3                                                              | 5                                                              | 6                                                              | 10                                                             | 12                                                             | 14                                                             |
| Week                                                           | 55                                                             | 56                                                             | 57                                                             | 58                                                             | 59                                                             | 60                                                             | 61                                                             | 62                                                             | 63                                                             | 64                                                             | 65                                                             | 66                                                             | 67                                                             | 68                                                             | 69                                                             | 70                                                             | 71                                                             | 72                                                             | 73                                                             | 74                                                             | 75                                                             | 76                                                             | 77                                                             | 78                                                             | 79                                                             | 80                                                             | 81                                                             |
| Nummer                                                         | 14                                                             | 12                                                             | 15                                                             | 18                                                             | 18                                                             | 18                                                             | 20                                                             | 19                                                             | 20                                                             | 21                                                             | 25                                                             | 23                                                             | 23                                                             | 24                                                             | 18                                                             | 14                                                             | 15                                                             | 18                                                             | 23                                                             | 18                                                             | 20                                                             | 26                                                             | 29                                                             | 38                                                             | 41                                                             | 39                                                             | 36                                                             |
| Week                                                           | 82                                                             | 83                                                             | 84                                                             | 85                                                             | 86                                                             | 87                                                             | 88                                                             | 89                                                             | 90                                                             | 91                                                             | 92                                                             | 93                                                             | 94                                                             | 95                                                             | 96                                                             | 97                                                             | 98                                                             | 99                                                             | 100                                                            | 101                                                            | 102                                                            | 103                                                            | 104                                                            | 105                                                            |                                                                |                                                                |                                                                |
| Nummer                                                         | 43                                                             | 33                                                             | 34                                                             | 34                                                             | 36                                                             | 40                                                             | 48                                                             | 62                                                             | 61                                                             | 61                                                             | 56                                                             | 47                                                             | 41                                                             | 27                                                             | 21                                                             | 26                                                             | 21                                                             | 22                                                             | 25                                                             | 26                                                             | 23                                                             | 30                                                             | 39                                                             | 46                                                             | uit                                                            |                                                                |                                                                |